# Dentalna fluoroza
Dentalna fluoroza (fluor + -oza) je razvojni poremećaj u zubima (caklini) i kostima koji nastaje zbog prekomjerna unošenja fluorida u organizam tijekom razvoja. Promjene se mogu očitovati i kao kalcifikacija tetiva i pojava multiplih egzostaza.
Na caklini se očituje kao „pjegava caklina“, a nastaje zbog visoke količine fluorida u vodi za piće (2 mg/L ili više). Fluoroza cakline nastaje samo u doba formiranja cakline. Pjege su na zubima bijele („snijegom pokriveni zubi“) do žutosmeđe boje, popraćene katkad jamicama u caklini.